# アゾーフィー (クレーター)
アゾーフィー (Azophi) は、月にある衝突クレーターであり、月の中南部の高台に位置している。北西の周壁にはアベンエズラがある。東南東にはサクロボスコがある。アゾーフィーの周壁の外側は、丸みを帯びた多角形状になっている。アゾーフィーの縁には比較的鋭利な裂け目が走っている。アゾーフィーの周壁には小さなクレーターがあるものの、激しく崩壊している様子は見られない。周壁の北東部には従属クレーターのアゾーフィーCがある。

## 従属クレーター
アゾーフィーのごく近くにある小さな無名のクレーターについては、アルファベットを付加することによって識別される。
| 名称 | 月面緯度     | 月面経度     | 直径  |
| ---- | ------------ | ------------ | ----- |
| A    | 南緯 24.4 度 | 東経 11.2 度 | 29 km |
| B    | 南緯 23.6 度 | 東経 10.6 度 | 19 km |
| C    | 南緯 21.8 度 | 東経 13.1 度 | 5 km  |
| D    | 南緯 24.3 度 | 東経 13.4 度 | 9 km  |
| E    | 南緯 23.5 度 | 東経 13.8 度 | 5 km  |
| F    | 南緯 22.2 度 | 東経 13.9 度 | 6 km  |
| G    | 南緯 23.9 度 | 東経 12.3 度 | 53 km |
| H    | 南緯 25.5 度 | 東経 11.8 度 | 21 km |
| J    | 南緯 21.2 度 | 東経 13.1 度 | 8 km  |